# Bathyspadella
Bathyspadella is een geslacht in de taxonomische indeling van de pijlwormen. Het dier behoort tot de familie Spadellidae.